# أنطونيو غارسيا (لاعب كرة قدم)
أنطونيو غارسيا (بالإسبانية: Antonio García Ameijenda)‏ (و. 1948  م) هو لاعب كرة قدم، من الأرجنتين، يلعب كلاعب وسط.